# SpellForce (серия игр)
SpellForce (от англ. spell force — буквально «Сила заклинания»)  — серия компьютерных игр, сочетающая в себе жанры стратегии в реальном времени и ролевой игры. Создана немецкой студией Phenomic. Изданием игр изначально занималась JoWooD Productions, но в последующем, права перешли к THQ Nordic. Первая игра серии SpellForce: The Order of Dawn вышла в 2003 году.
| 2003 | SpellForce: The Order of Dawn     |
| 2004 | SpellForce: The Breath of Winter  |
| 2004 | SpellForce: Shadow of the Phoenix |
| 2005 |                                   |
| 2006 | SpellForce 2: Shadow Wars         |
| 2007 | SpellForce 2: Dragon Storm        |
| 2008 |                                   |
| 2009 |                                   |
| 2010 |                                   |
| 2011 |                                   |
| 2012 | SpellForce 2: Faith in Destiny    |
| 2013 |                                   |
| 2014 | SpellForce 2: Demons of the Past  |
| 2015 |                                   |
| 2016 |                                   |
| 2017 | SpellForce 3                      |
| 2018 |                                   |
| 2019 | SpellForce: Heroes & Magic        |
| 2019 | SpellForce 3: Soul Harvest        |
| 2020 | SpellForce 3: Fallen God          |
| 2020 | SpellForce 3: Versus Edition      |
| 2021 |                                   |
| 2022 |                                   |
| 2023 | SpellForce: Conquest of Eo        |

## Игры серии

### Первая часть игры

#### SpellForce: The Order of Dawn
SpellForce: The Order of Dawn — компьютерная игра, которая сочетает в себе элементы стратегии в реальном времени и ролевой игры, это первая игра в серии SpellForce. Разработана немецкой компанией Phenomic и издана JoWooD Productions в 2003 году. Игра знакомит игрока с миром Эо, в котором после Ритуала Призвания, совершенного Кругом магов, был расколот мир. По сюжету, игроку предстоит остановить тёмного мага, желающего повторно совершить Ритуал и подчинить себе древнее пламя, которое согласно древнему Фолианту дарует силу богов.

#### SpellForce: The Breath of Winter
SpellForce: The Breath of Winter — первое официальное дополнение к первой части серии. Сюжет повествует о похищении королевы эльфов Кэйнвен, которая на протяжении сотен лет пела для древнего дракона по имени Эйрин, способного своим дыханием сковать мир льдом. С исчезновением королевы дракон пробудился и теперь над Эо возникла новая угроза.

#### SpellForce: Shadow of the Phoenix
SpellForce: Shadow of the Phoenix — второе официальное дополнение к первой части серии. Сюжет игры сталкивает игроков с некромантом по имени Хокан Ашир, который захотел заполучить божественную силу, при помощи слияния с полу-божеством Белиалом. Для этого некроманту необходимо вернуть к жизни и подчинить умы магов Круга, которые в своё время участвовали в Ритуале Призвания. Игроку предстоит в очередной раз устранить угрозу для всего мира.

### Вторая часть игры

#### SpellForce 2: Shadow Wars
SpellForce 2: Shadow Wars — продолжение первой игры серии и двух её дополнений, разработанное Phenomic и изданное JoWooD Productions в 2006 году. Сюжетная кампания игры начинается с гражданской войны тёмных эльфов, в которой погибает лидер тёмных эльфов Крэйг Ун'Шаллах. Перед смертью Крэйг успел поручить своей дочери Найтарии миссию - предупредить Светлые народы о пришествии Теней, с которыми заключила договор колдунья-алхимик Сорвина.

#### SpellForce 2: Dragon Storm
SpellForce 2: Dragon Storm — первое дополнение для SpellForce 2: Shadow Wars, является последней разработкой Phenomic в серии, изданной JoWooD Productions в 2007 году. Под руководство игрока добавилась новая раса - Шайкан, которая сопровождает игрока по ходу сюжетной кампании. Также была добавлена новая ветвь умений - Шайкан, в основу которой легла магия крови.

#### SpellForce 2: Faith in Destiny
SpellForce 2: Faith in Destiny — второе дополнение для SpellForce 2: Shadow Wars, которое, спустя 5 лет после выхода предыдущего дополнения, разработала Trine Games в 2012 году. В отличие от предыдущих дополнений в серии, не требует для запуска главной игры.

#### SpellForce 2: Demons of the Past
SpellForce 2: Demons of the Past — финальное дополнение для второй игры серии, разработанное Mind Over Matter Studios и изданное THQ Nordic в 2014 году. Дополнение содержит в себе одиночную кампанию, на прохождение которой уйдет более 25 часов. Помимо привычных для серии режимов игры, в игру добавлен новый мультиплеерный режим на выживание, рассчитанный на трёх человек.

### Третья часть игры

#### SpellForce 3
SpellForce 3 — последняя, на данный момент, игра серии, разработанная немецкой студией Grimlore Games и изданная THQ Nordic в 2017 году. Является приквелом ко всем событиям в серии. События разворачиваются за 500 лет до совершения магами Круга Ритуала Призвания.

#### SpellForce 3: Soul Harvest
SpellForce 3: Soul Harvest — независимое дополнение к SpellForce 3, разработанное немецкой студией Grimlore Games и изданное THQ Nordic в 2019 году. События игры разворачиваются спустя 3 года после Войн Праведников. В данном дополнении под управление игрока вернулись две фракции: гномы и тёмные эльфы — которые отсутствовали в оригинальной SpellForce 3.

#### SpellForce 3: Fallen God
SpellForce 3: Fallen God — независимое дополнение к SpellForce 3, разработанное немецкой студией Grimlore Games и изданное THQ Nordic в 2020 году. Дополнение привносит с собой новую расу – троллей, вместе с кампанией посвященной их выживанию. Также, впервые в серии, в кампании имеются несколько вариаций финала, который зависят от действий, совершенных игроком, по ходу прохождения.

#### SpellForce 3: Versus Edition
SpellForce 3: Versus Edition — бесплатная многопользовательская игра, посвященная полностью сражениям между игроками, либо противостоянию игрока и компьютера. В основу легла SpellForce 3 со всеми дополнениями. Разработана немецкой студией Grimlore Games и издана THQ Nordic в 2020 году.

### Прочие

#### SpellForce: Heroes & Magic
SpellForce: Heroes & Magic — мобильное ответвление серии, разработанное немецкой студией HandyGames и изданное THQ Nordic в 2019 году для платформ Android и iOS. Под управлением игрока в игре может оказаться 3 расы - это орки, люди, тёмные эльфы.

#### SpellForce: Conquest of Eo
SpellForce: Conquest of Eo — вышедшее 3 февраля 2023 года ответвление основной серии, разработанное Owned by Gravity и изданное THQ Nordic на PC. Игра представляет собой пошаговую стратегию в духе Age of Wonders, где игрок, обладающий одной башней, выполняющей функции города, с помощью армий и героев изучает огромную глобальную карту (каждый раз одну и ту же), выполняет задания и сражается с монстрами и другими магами в пошаговых битвах, также напоминающих тактические битвы Age of Wonders.

## Книги
Помимо видеоигр по вселенной Эо, была выпущена книжная трилогия, написанная немецкой писательницей Урсулой Цейч. Книги были изданы в 2006—2007 годах в Германии, и позже были изданы издательством «Фантастика» в 2008 году. Действие трилогии происходит до Ритуала Призвания во время войны магов Круга. В трилогии фигурируют, помимо новых персонажей, еще и персонажи, встречающиеся в серии игр. Среди них: тёмный эльф Крэйг Ун'Шаллах, некромант Хокан Ашир, черный маг Раит, Малакай и дракон Ур.
«Цикл о шейканах»
- Говорящий с ветром — первая книга трилогии повествует о шейкане Горене, который поклялся отомстить своему отцу за убийство своей матери.
- Наследники тьмы — сюжет книги продолжает историю Горена, на которого возложена миссия по спасению мира от ужасных Фиал Дарг, освободить которых поставил целью черный маг Раит.
- Штурм Шейкура — заключительная часть трилогии, сюжет которой построен вокруг осады города шейканов - Шейкура некромантом Хоканом Аширом и отцом Горена Руоримом.